# Supercoppa rumena 2023 (pallavolo femminile)
La Supercoppa rumena 2023, 4ª edizione della Supercoppa nazionale di pallavolo femminile, si è svolta il 30 settembre 2023: al torneo hanno partecipato due squadre di club rumene e la vittoria finale è andata per la seconda volta all'Alba-Blaj.

## Formula
La formula ha previsto una gara unica.

## Squadre partecipanti
| Squadra   | Qualificazione                      |
| --------- | ----------------------------------- |
| Alba-Blaj | Vincitrice Divizia A1 2022-23       |
| Lugoj     | Vincitrice Coppa di Romania 2022-23 |

## Torneo
| 30 ottobre 2023 Sala polivalentă Alba Blaj, Blaj Durata: 2h:06 - Spettatori: 1 900 | Alba-Blaj | 3 - 1 | Lugoj | 25-21, 20-25, 25-22, 25-22 |